# The Durango Riot
The Durango Riot ist eine Hard-Rock-Band aus Karlskoga, Schweden.

## Geschichte
Die vierköpfige Band wurde 2005 in dem kleinen Ort Karlskoga in Schweden gegründet. Von Beginn ihrer Karriere an, noch ohne Booker, spielten sie auch schon Tourneen in Deutschland. Sie unternahmen dann Support-Tourneen mit Bands wie Social Distortion, Die Toten Hosen, Billy Talent, The Soundtrack of Our Lives, The Offspring, Kraftklub und ab 2012 den Donots.
Ihr zweites Album Backwards Over Midnight wurde von Joe Barresi (Queens of the Stone Age, Tool etc.) produziert. Der Musikstil zeichnet sich durch druckvolle Gitarren mit gelegentlichen Soli und kraftvollem Schlagzeug aus. Die Musik bietet durchdachte Abwechslungen und zeigt sich reich an Ideen, die einem nicht zu eng gefassten Rock-Universum entlehnt und gekonnt interpretiert werden.
Das dritte Album Face erschien am 29. August 2014 über Last Bullet / Soulfood.
Ende Oktober 2014 spielte die Band als Support auf der Deutschland-Tournee der schwedischen Band Mustasch.
Anfang 2015 folgte eine eigene Headline Tour durch Deutschland.

## Mitglieder

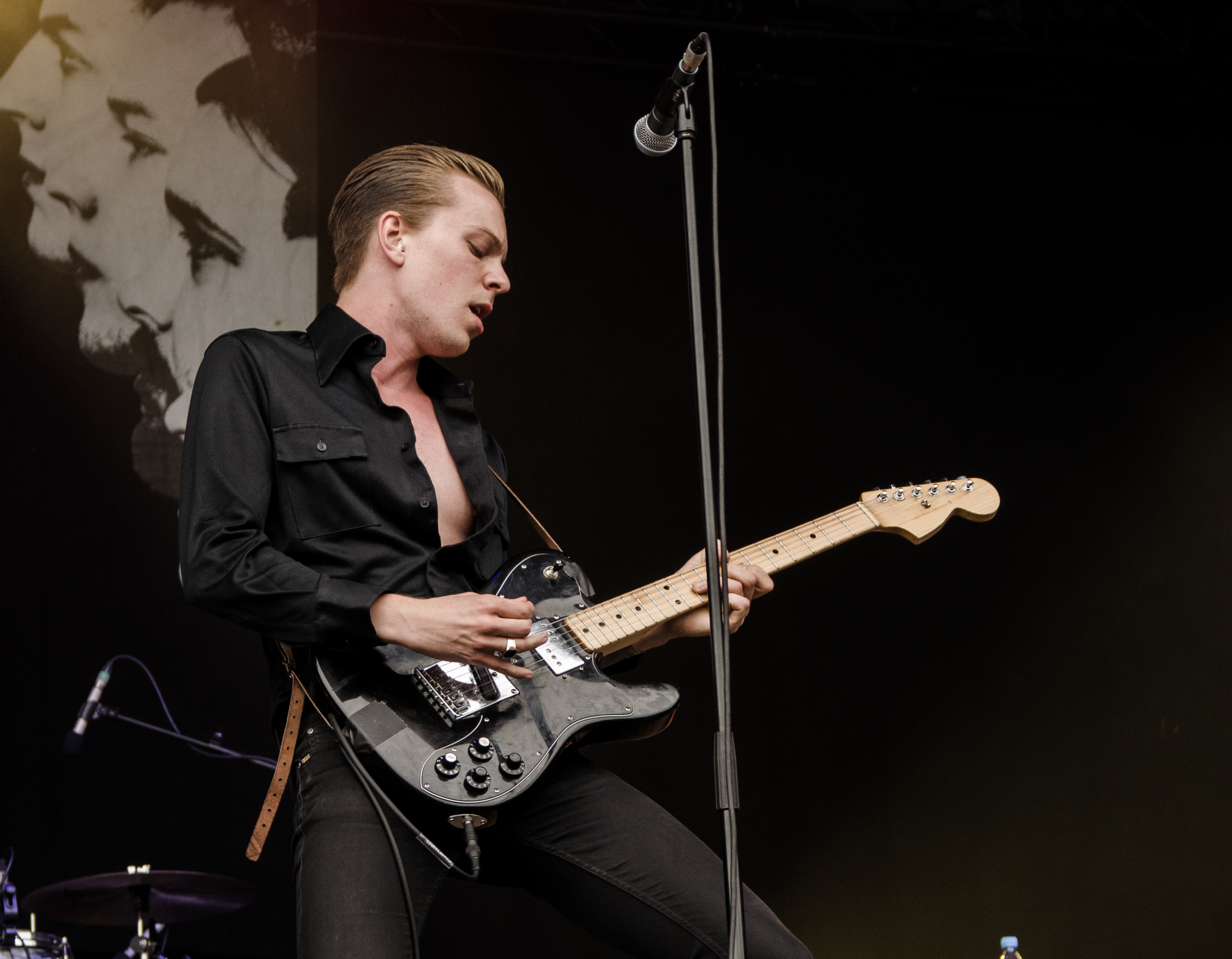
Sänger Fred Andersson
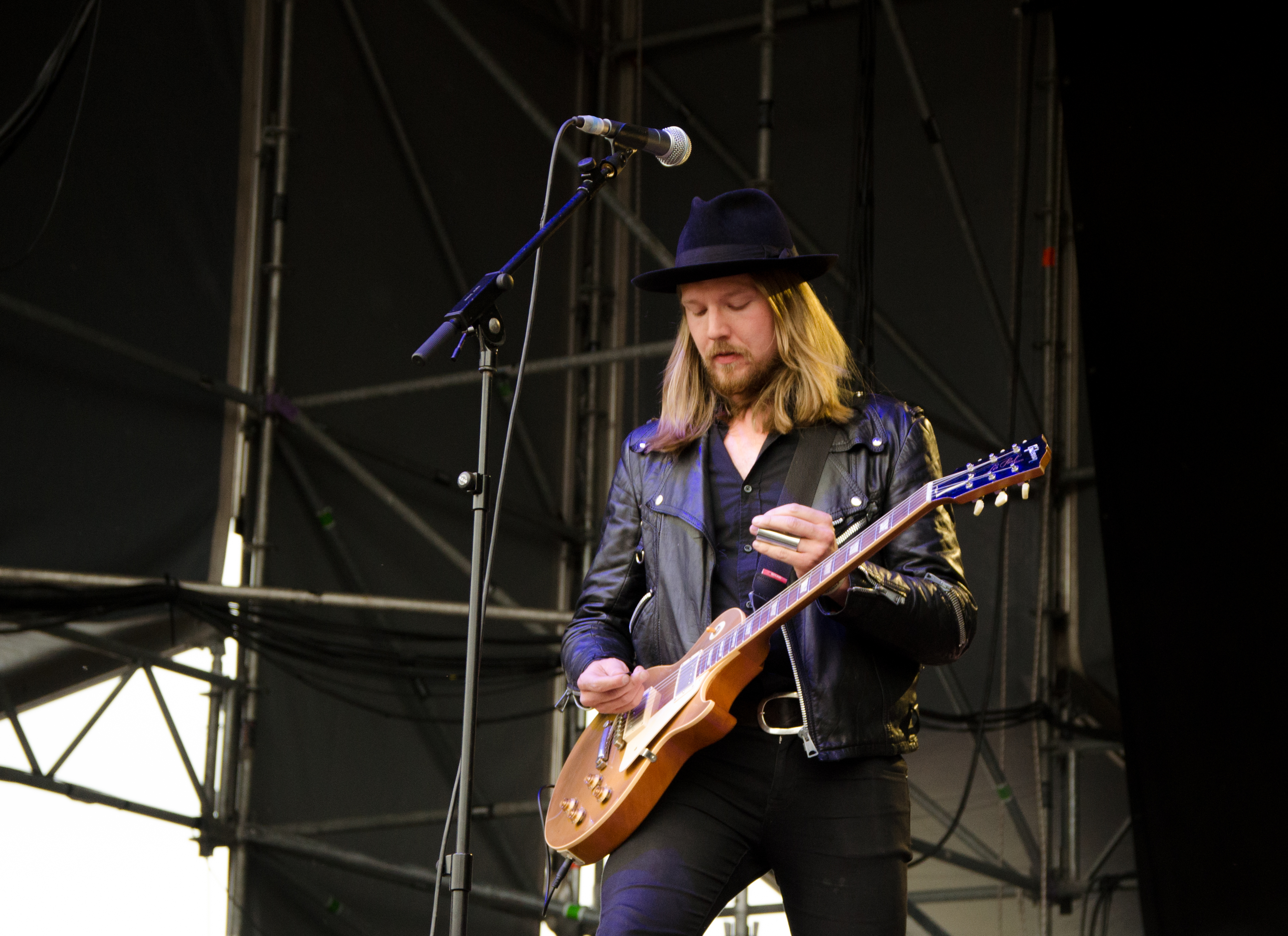
Gitarrist Jacob Martinsson
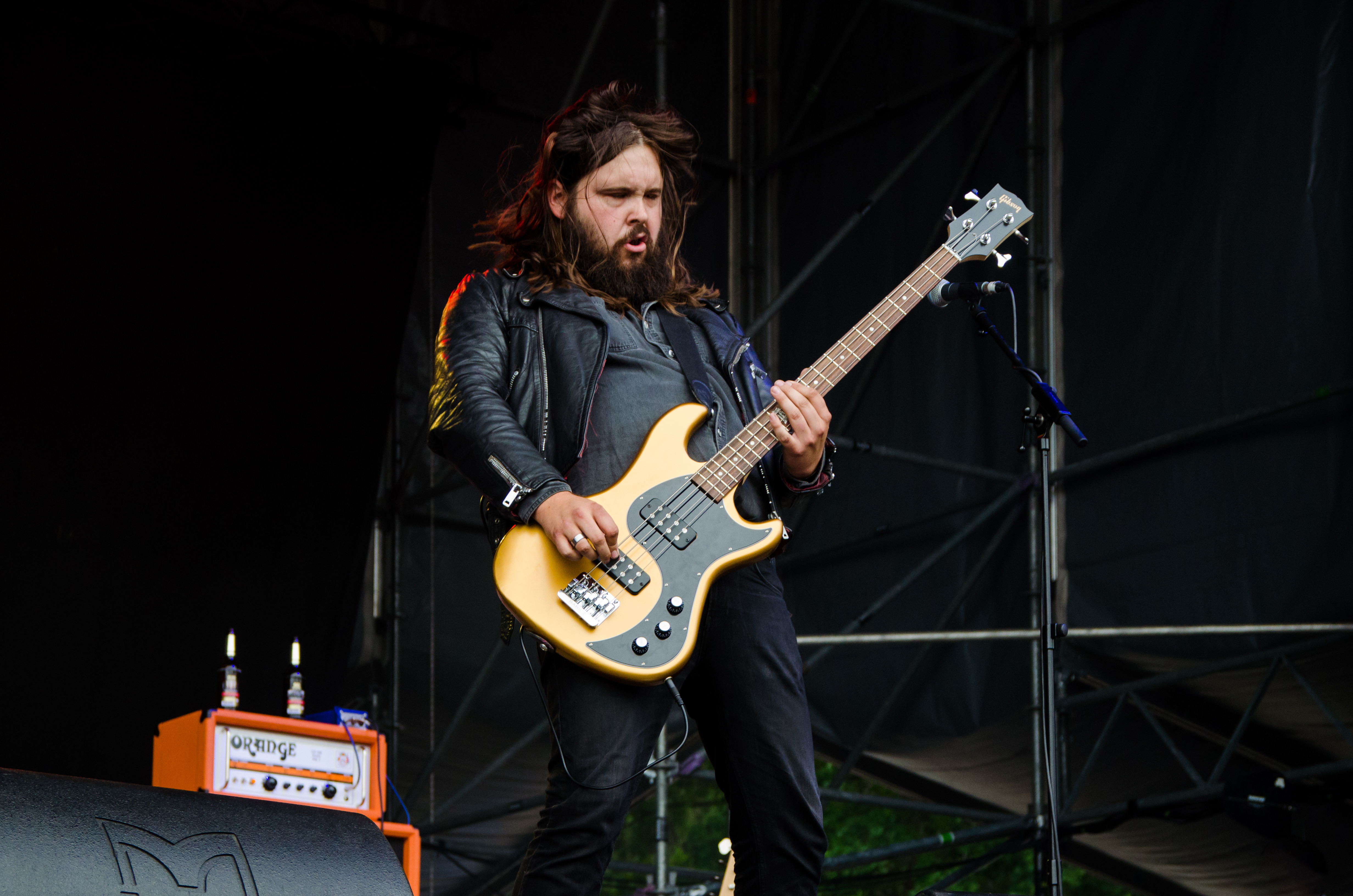
Bassist Hakan Ficks

## Diskografie

### Alben
- 2007: Telemission (Fuzzorama Records)
- 2012: Backwards Over Midnight (Ninetone Records)
- 2014: Face (Mate In Germany)

### EPs
- 2006: Beat the Kids (Eigenveröffentlichung)